# مسابقات جهانی شنا (۲۵ متر) ۱۹۹۷
مسابقات جهانی شنا (۲۵ متر) ۱۹۹۷ یا مسابقات جهانی شنا کورس کوتاه از ۱۷ تا ۲۰ آوریل ۱۹۹۷ میلادی در گوتنبورگ، سوئد برگزار شده است.

## کشورهای شرکت‌کننده
در این مسابقات ۵۰۱ شناگر از ۷۱ کشور جهان حضور داشته‌اند:
| - آنگولا - آرژانتین - استرالیا - اتریش - باهاما - باربادوس - بلاروس - برزیل - کانادا - شیلی - چین - کلمبیا - کاستاریکا | - کرواسی - کوبا - قبرس - جمهوری چک - دانمارک - اکوادور - استونی - فرانسه - آلمان - بریتانیای کبیر - یونان - هنگ کنگ | - ایسلند - اندونزی - اسرائیل - ایتالیا - جامائیکا - ژاپن - قزاقستان - قرقیزستان - لتونی - لیتوانی - لوکزامبورگ - مقدونیه شمالی | - ماداگاسکار - مکزیک - هلند - نیوزیلند - نروژ - پرو - لهستان - پرتغال - پورتوریکو - رومانی - روسیه - سنگاپور | - اسلواکی - اسلوونی - آفریقای جنوبی - اسپانیا - سوئد - سوئیس - تایلند - ترینیداد و توباگو - اوکراین - ایالات متحده آمریکا - ازبکستان - ونزوئلا |

## جدول مدال‌ها
| رتبه | کشور                | طلا | نقره | برنز | مجموع |
| ۱    | استرالیا            | ۹   | ۲    | ۸    | ۱۹    |
| ۲    | چین                 | ۶   | ۵    | ۲    | ۱۳    |
| ۳    | سوئد                | ۳   | ۳    | ۱    | ۷     |
| ۴    | آلمان               | ۲   | ۶    | ۵    | ۱۳    |
| ۵    | ایالات متحده آمریکا | ۲   | ۵    | ۵    | ۱۲    |
| ۶    | کوبا                | ۲   | -    | -    | ۲     |
| ۶    | کاستاریکا           | ۲   | -    | -    | ۲     |
| ۶    | ونزوئلا             | ۲   | -    | -    | ۲     |
| ۹    | بریتانیای کبیر      | ۱   | ۱    | ۴    | ۶     |
| ۱۰   | برزیل               | ۱   | ۱    | -    | ۲     |
| ۱۱   | دانمارک             | ۱   | -    | -    | ۱     |
| ۱۱   | بلاروس              | ۱   | -    | -    | ۱     |
| ۱۳   | روسیه               | -   | ۳    | ۱    | ۴     |
| ۱۴   | اسلواکی             | -   | ۱    | ۱    | ۲     |
| ۱۴   | لهستان              | -   | ۱    | ۱    | ۲     |
| ۱۴   | اوکراین             | -   | ۱    | ۱    | ۲     |
| ۱۷   | ژاپن                | -   | ۱    | -    | ۱     |
| ۱۷   | نیوزیلند            | -   | ۱    | -    | ۱     |
| ۱۷   | رومانی              | -   | ۱    | -    | ۱     |
| ۲۰   | کانادا              | -   | -    | ۱    | ۱     |
| ۲۰   | هلند                | -   | -    | ۱    | ۱     |
| ۲۰   | پورتوریکو           | -   | -    | ۱    | ۱     |